# Sablia dactylidis
Sablia dactylidis är en fjärilsart som beskrevs av Jean Baptiste Boisduval 1840. Sablia dactylidis ingår i släktet Sablia och familjen nattflyn. Inga underarter finns listade.